# 570년

## 연호
- 남진(南陳) 태건(太建) 2년
- 후량(後梁) 천보(天保) 9년
- 북제(北齊) 무평(武平) 원년
- 북주(北周) 천화(天和) 5년
- 신라(新羅) 대창(大昌) 3년

## 기년
- 남진(南陳) 선제(宣帝) 2년
- 북제(北齊) 후주(後主) 6년
- 북주(北周) 무제(武帝) 10년
- 신라(新羅) 진흥왕(眞興王) 31년
- 고구려(高句麗) 평원왕(平原王) 12년
- 백제(百濟) 위덕왕(威德王) 17년

## 탄생
- 이슬람교의 창시자 무함마드
- 제68대 교황 아데오다토 1세